# Pedicularis longipedicellata
Pedicularis longipedicellata är en snyltrotsväxtart som beskrevs av Tsoong. Pedicularis longipedicellata ingår i släktet spiror, och familjen snyltrotsväxter. Utöver nominatformen finns också underarten P. l. lanocalyx.